# Izločevalno utrjanje
Izločevalno utrjanje je toplotna obdelava kovin, s katero želimo doseči enakomerno razporeditev drobnih izločkov v mikrostrukturi, da bi dosegli primerno trdnost materiala. Potreben, vendar ne zadosten pogoj, da lahko neko zlitino izločevalno utrdimo je, da se topnost ene ali več komponent v osnovni fazi (npr alfa) zmanjšuje. V binarnem faznem diagramu je prisotna solvus krivulja, topljivost komponente B se s temparaturo zmanjšuje. V faznih sistemih Al - Si in Al - Mg se iz trdne raztopine alfa-Al izločata nekoherentni fazi, zato je utrjevalni učinek zanemarljiv. Praviloma se doseže velik utrjevalni učinek, če se v prvi stopnji izloča koherentna ali delno koherentna faza (tega podatka ne moremo dobiti iz faznega diagrama). To pa je v ternarnem sistemu Al-Mg-Si vmesna spojina Mg2Si